# 4-氯乙苯
4-氯乙苯是一种有机氯化合物，化学式为C8H9Cl。它可由乙苯和次氯酸叔丁酯在沸石存在下于乙腈中反应制得，该反应会产生少量的2-氯乙苯。

## 反应
4-氯乙苯和过氧化叔丁醇在氯化铜、新铜试剂的催化下反应，可以得到4'-氯苯乙酮。